# 黒木理帆
黒木 理帆（くろぎ りほ、1998年5月2日 - ）は、日本の女子ラグビーユニオン選手。

## プロフィール
- 宮崎県東臼杵郡門川町出身。
- 身長 166cm、体重 66kg
- 15人制女子日本代表に選ばれたことがある[1]。
- ポジションはセンター(CTB)[2]。

## 来歴
小学校の頃はサッカーをしていた。なおラグビーは中学1年生の時、日向ラグビースクールジュニアで始めた。
2015年、15人制女子日本代表に史上最年少で初めて選出された。
2017年、女子ラグビーワールドカップ2017の15人制女子日本代表に選ばれた。
2021年6月、東京五輪の7人制女子日本代表バックアップメンバーに選ばれて、同年7月に負傷選手が出たため、東京五輪最終スコッドに選ばれた。